# Lycoming O-435
Der Lycoming O-435 ist ein luftgekühltes Flugzeugtriebwerk des US-amerikanischen Herstellers Lycoming. Durch einige Wechsel der Firma werden vereinzelt auch die Bezeichnungen AVCO-Lycoming bzw. Textron-Lycoming verwendet.
Der aus dem Vierzylindermotor O-290 entwickelte O-435 hat einen Hubraum von 435 Kubikzoll (entspricht 7,13 Litern). Der Sechszylinder-Boxermotor mit Vergaser hat wie alle Hubkolben-Flugmotoren eine Doppelzündung. Die Ausführungen TVO 435 bzw. der VO 435 wurde überwiegend beim Hubschrauber Bell 47 verwendet. Der TVO 435 liefert eine Startleistung von 270 PS (für eine begrenzte Zeit von einigen Minuten) und eine Dauerleistung von 220 PS bei einer Drehzahl von 3200 min−1. Das Verdichtungsverhältnis beträgt 7,3 : 1. Der Kraftstoffverbrauch liegt bei etwa 75 Litern/Stunde.
Die Typenbezeichnung TVO 435 folgt einem System, nach dem alle Lycoming-Kolbentriebwerke hinsichtlich ihrer Konstruktionsmerkmale identifiziert werden können:
- R = Radial (Sternmotor)
- T = Turbocharged (Turbolader)
- V = Vertical (für den senkrechten Einbau in Hubschraubern; die Kurbelwelle steht vertikal und treibt das Hauptrotorgetriebe direkt an)
- O = Opposite (Boxermotor),
- I = Injection (Saugrohreinspritzung)
- G = Geared (mit Untersetzungsgetriebe)